# Calyptocichla serinus
El bulbul dorado (Calyptocichla serinus) es una especie de ave paseriforme de la familia Pycnonotidae propia de África occidental y central. Es la única especie del género Calyptocichla.

## Distribución y hábitat
Esta especie vive en el oeste de África, sobre todo en la República Democrática del Congo, donde es muy común.